# Nazionale maschile di rugby a 15 della Repubblica Democratica del Congo
La nazionale di rugby XV della Repubblica Democratica del Congo rappresenta la RD del Congo in ambito internazionale.